# Valentyin Kelmakovics Kelmakov
Valentyin „Valej” Kelmakovics Kelmakov (udmurtul Валей Кельмакович Кельмаков) (Verhnyaja Jumja, Tatárföld, Oroszország, 1942. január 14. – 2023. december 28.) udmurt nyelvész. Az udmurt és a komi nyelv kutatója, jól beszél az oroszon és az udmurton kívül magyarul és finnül is. 1993-ban doktorátust szerzett. Az Udmurt Állami Egyetem Általános- és Finnugor Nyelvészeti Tanszékének vezetője.

## Jelentősebb munkái
- 1996 – Udmurtin murteet (Udmurt nyelvjárások) – Sirkka Saarinennel együtt (ISBN 951-29-0386-5)
- 1998 – Краткий курс удмуртской диалектологии (Rövid udmurt nyelvjárástani kurzus) – (ISBN 5-7029-0205-X)
- 1999 – Udmurtin kielioppia ja harjoituksia (Udmurt nyelvtan és gyakorlatok) – Saara Hännikäinennel együtt (ISBN 952-5150-34-8)
- 2001 – Очерки истории удмуртского языкознания (Karcolatok az udmurt nyelvtudomány történetéből) – (ISBN 5-7029-0002-2)